# Jolanta Siwińska
Jolanta Siwińska (* 2. April 1991 in Kołobrzeg) ist eine polnische Fußballnationalspielerin.

## Karriere

### Vereine
Siwińska begann im Jahr 2009 ihre Karriere im Seniorenbereich der Frauenfußballabteilung von Pogoń Szczecin, mit der sie von 2010 bis 2012 in der Ekstraliga Kobiet, der höchsten Spielklasse im polnischen Frauenfußball spielte. Die Rückrunde der Saison 2012/13 spielte sie für Górnik Łęczna, ehe sie zur Saison 2013/14 zum deutschen Zweitligisten Blau-Weiß Hohen Neuendorf wechselte. Mit dem Verein scheiterte Siwińska am Saisonende in der Relegation gegen den ETSV Würzburg und wechselte in der Folge zum 1. FC Lübars, mit dem sie souverän die Meisterschaft der 2. Bundesliga gewann. Aus finanziellen Gründen verzichtete der Verein jedoch zugunsten des Ligazweiten Werder Bremen auf den Aufstieg und Siwińska schloss sich dem 1. FFC Turbine Potsdam an. Ihr Bundesligadebüt gab sie am 28. August 2015 (1. Spieltag) bei der 1:3-Niederlage im Auswärtsspiel gegen den amtierenden Meister FC Bayern München. Nach zwei Spielzeiten in Potsdam, verließ sie am Saisonende 2016/2017 den Bundesligisten und kehrte in ihre Heimat zurück. Dort schloss sich dem Erstligisten AZS PWSZ Biała Podlaska an, den sie nach nur einer Saison verließ und zum Ligakonkurrenten Górnik Łęczna wechselte. 

### Nationalmannschaft
Siwińska debütierte im Jahr 2007 in der polnischen U17-Nationalmannschaft, spielte für die U19-Nationalmannschaft und debütierte am 21. September 2011 für die A-Nationalmannschaft, die in Racibórz den Vergleich mit der Nationalmannschaft Russlands mit 0:2 verlor, der am Grünen Tisch jedoch mit 0:3 gewertet wurde. Ihr erstes Länderspieltor erzielte sie am 8. Mai 2014 in Toftir beim 3:0-Sieg über die Nationalmannschaft Färöers mit dem Treffer zum 1:0 in der 13. Minute.

## Erfolge
- Istrien-Cup-Sieger 2015